# She's a Rainbow
"She's a Rainbow" is een nummer van de Britse band The Rolling Stones. Het nummer verscheen op hun album Their Satanic Majesties Request uit 1967. In november van dat jaar werd het nummer uitgebracht als de tweede en laatste single van het album.

## Achtergrond
"She's a Rainbow" is geschreven door zanger Mick Jagger en gitarist Keith Richards, die het grootste deel van de nummers van de Rolling Stones schreven. De piano wordt gespeeld door Nicky Hopkins, terwijl Brian Jones, normaal gesproken de slaggitarist van de band, de mellotron bespeelde. John Paul Jones, die later bekend werd als basgitarist van Led Zeppelin, zorgde voor het strijkersarrangement. Met uitzondering van drummer Charlie Watts werden de achtergrondvocalen verzorgd door de gehele band. In het refrein van het nummer komt de regel "she comes in colours" voor, welke afkomstig is uit het nummer met dezelfde naam van de band Love uit december 1966.
"She's a Rainbow" begint met een pianoriff, die gedurende het nummer enkele keren wordt herhaald als motief. Dit motief wordt ontwikkeld door de celesta en de strijkers tijdens de brug van het nummer. Aan het eind van het nummer zijn allemaal korte fragmenten van strijkers achter elkaar geplakt zodat het lijkt alsof deze uit de maat spelen en vals klinken, terwijl de andere bandleden "la la la" zingen alsof zij kleine kinderen zijn.
"She's a Rainbow" werd uitgebracht in november 1967 in de Verenigde Staten en Europa, maar niet in het Verenigd Koninkrijk, het thuisland van de band. In enkele landen werd de single uitgebracht als dubbele A-kant met "2000 Light Years from Home". Het nummer werd een grote hit in een aantal Europese landen, waaronder een derde plaats in de Nederlandse Top 40 en een dertiende plaats in de Vlaamse Ultratop 50. In de Verenigde Staten kwam het niet verder dan een 25e plaats. Daarnaast werd het in 1990 in Nederland opnieuw een kleine hit met een 59e plaats in de Nationale Top 100, nadat het net als een aantal andere klassiekers van de Rolling Stones opnieuw werd uitgebracht. In 2007 werd het een kleine hit in een aantal Europese landen nadat het werd gebruikt in een commercial voor Sony Bravia.
"She's a Rainbow" is een populair nummer gebleken en verschijnt vaak op compilatiealbums van de Rolling Stones. Vanwege de complexiteit van het nummer duurde het tot aan de tournee ter promotie van het album Bridges to Babylon in 1997 voordat het te horen was tijdens live-optredens. Hierna duurde het tot de Zuid-Amerikaanse tournee in 2016 voordat het weer live werd gespeeld, op verzoek van fans.

## Hitnoteringen

### Nederlandse Top 40
| Hitnotering: 23-12-1967 t/m 24-02-1968 | Hitnotering: 23-12-1967 t/m 24-02-1968 | Hitnotering: 23-12-1967 t/m 24-02-1968 | Hitnotering: 23-12-1967 t/m 24-02-1968 | Hitnotering: 23-12-1967 t/m 24-02-1968 | Hitnotering: 23-12-1967 t/m 24-02-1968 | Hitnotering: 23-12-1967 t/m 24-02-1968 | Hitnotering: 23-12-1967 t/m 24-02-1968 | Hitnotering: 23-12-1967 t/m 24-02-1968 | Hitnotering: 23-12-1967 t/m 24-02-1968 | Hitnotering: 23-12-1967 t/m 24-02-1968 | Hitnotering: 23-12-1967 t/m 24-02-1968 |
| Week                                   | 1                                      | 2                                      | 3                                      | 4                                      | 5                                      | 6                                      | 7                                      | 8                                      | 9                                      | 10                                     |                                        |
| -------------------------------------- | -------------------------------------- | -------------------------------------- | -------------------------------------- | -------------------------------------- | -------------------------------------- | -------------------------------------- | -------------------------------------- | -------------------------------------- | -------------------------------------- | -------------------------------------- | -------------------------------------- |
| Nummer                                 | 20                                     | 9                                      | 5                                      | 3                                      | 3                                      | 3                                      | 4                                      | 6                                      | 10                                     | 25                                     | uit                                    |

### Parool Top 20/Nationale Top 100
| Hitnotering week 1 t/m 11: 23-12-1967 t/m 02-03-1968 Hitnotering week 12 t/m 16: 30-06-1990 t/m 28-07-1990 | Hitnotering week 1 t/m 11: 23-12-1967 t/m 02-03-1968 Hitnotering week 12 t/m 16: 30-06-1990 t/m 28-07-1990 | Hitnotering week 1 t/m 11: 23-12-1967 t/m 02-03-1968 Hitnotering week 12 t/m 16: 30-06-1990 t/m 28-07-1990 | Hitnotering week 1 t/m 11: 23-12-1967 t/m 02-03-1968 Hitnotering week 12 t/m 16: 30-06-1990 t/m 28-07-1990 | Hitnotering week 1 t/m 11: 23-12-1967 t/m 02-03-1968 Hitnotering week 12 t/m 16: 30-06-1990 t/m 28-07-1990 | Hitnotering week 1 t/m 11: 23-12-1967 t/m 02-03-1968 Hitnotering week 12 t/m 16: 30-06-1990 t/m 28-07-1990 | Hitnotering week 1 t/m 11: 23-12-1967 t/m 02-03-1968 Hitnotering week 12 t/m 16: 30-06-1990 t/m 28-07-1990 | Hitnotering week 1 t/m 11: 23-12-1967 t/m 02-03-1968 Hitnotering week 12 t/m 16: 30-06-1990 t/m 28-07-1990 | Hitnotering week 1 t/m 11: 23-12-1967 t/m 02-03-1968 Hitnotering week 12 t/m 16: 30-06-1990 t/m 28-07-1990 | Hitnotering week 1 t/m 11: 23-12-1967 t/m 02-03-1968 Hitnotering week 12 t/m 16: 30-06-1990 t/m 28-07-1990 | Hitnotering week 1 t/m 11: 23-12-1967 t/m 02-03-1968 Hitnotering week 12 t/m 16: 30-06-1990 t/m 28-07-1990 | Hitnotering week 1 t/m 11: 23-12-1967 t/m 02-03-1968 Hitnotering week 12 t/m 16: 30-06-1990 t/m 28-07-1990 | Hitnotering week 1 t/m 11: 23-12-1967 t/m 02-03-1968 Hitnotering week 12 t/m 16: 30-06-1990 t/m 28-07-1990 | Hitnotering week 1 t/m 11: 23-12-1967 t/m 02-03-1968 Hitnotering week 12 t/m 16: 30-06-1990 t/m 28-07-1990 | Hitnotering week 1 t/m 11: 23-12-1967 t/m 02-03-1968 Hitnotering week 12 t/m 16: 30-06-1990 t/m 28-07-1990 | Hitnotering week 1 t/m 11: 23-12-1967 t/m 02-03-1968 Hitnotering week 12 t/m 16: 30-06-1990 t/m 28-07-1990 | Hitnotering week 1 t/m 11: 23-12-1967 t/m 02-03-1968 Hitnotering week 12 t/m 16: 30-06-1990 t/m 28-07-1990 | Hitnotering week 1 t/m 11: 23-12-1967 t/m 02-03-1968 Hitnotering week 12 t/m 16: 30-06-1990 t/m 28-07-1990 | Hitnotering week 1 t/m 11: 23-12-1967 t/m 02-03-1968 Hitnotering week 12 t/m 16: 30-06-1990 t/m 28-07-1990 |
| Week | 1 | 2 | 3 | 4 | 5 | 6 | 7 | 8 | 9 | 10 | 11 | | 12 | 13 | 14 | 15 | 16 | |
| --- | --- | --- | --- | --- | --- | --- | --- | --- | --- | --- | --- | --- | --- | --- | --- | --- | --- | --- |
| Positie | 10 | 5 | 5 | 3 | 2 | 4 | 6 | 7 | 7 | 15 | 20 | uit | 88 | 77 | 63 | 59 | 77 | uit |

### NPO Radio 2 Top 2000
| Nummer met noteringen in de NPO Radio 2 Top 2000 | '99 | '00 | '01 | '02 | '03 | '04 | '05 | '06 | '07 | '08 | '09 | '10 | '11 | '12 | '13 | '14 | '15 | '16 | '17 | '18 | '19 | '20 | '21 | '22 | '23 | '24 |
| ------------------------------------------------ | --- | --- | --- | --- | --- | --- | --- | --- | --- | --- | --- | --- | --- | --- | --- | --- | --- | --- | --- | --- | --- | --- | --- | --- | --- | --- |
| She's a Rainbow                                  | 695 | 802 | 702 | 532 | 634 | 684 | 716 | 776 | 490 | 623 | 743 | 650 | 850 | 742 | 812 | 989 | 894 | 958 | 973 | 699 | 783 | 841 | 845 | 809 | 801 | 771 |

1. ↑  Een vetgedrukt getal geeft de hoogste notering aan.

### Evergreen Top 1000
| Evergreen Top 1000 | Evergreen Top 1000 | Evergreen Top 1000 | Evergreen Top 1000 | Evergreen Top 1000 | Evergreen Top 1000 | Evergreen Top 1000 | Evergreen Top 1000 | Evergreen Top 1000 | Evergreen Top 1000 | Evergreen Top 1000 | Evergreen Top 1000 | Evergreen Top 1000 | Evergreen Top 1000 | Evergreen Top 1000 | Evergreen Top 1000 | Evergreen Top 1000 |
| Jaar               | 2008               | 2009               | 2010               | 2011               | 2012               | 2013               | 2014               | 2015               | 2016               | 2017               | 2018               | 2019               | 2020               | 2021               | 2022               | 2023               |
| ------------------ | ------------------ | ------------------ | ------------------ | ------------------ | ------------------ | ------------------ | ------------------ | ------------------ | ------------------ | ------------------ | ------------------ | ------------------ | ------------------ | ------------------ | ------------------ | ------------------ |
| Positie            | -                  | -                  | -                  | -                  | -                  | -                  | -                  | 298                | 325                | 478                | 232                | 175                | 240                | 294                | 286                | 228                |